# Hvergelmer
Hvergelmer (norrønt: Hvergelmir "bobblende, brusende kilde") er i nordisk mytologi navnet på den kilde, som står ved den af Yggdrasils tre rødder som løber over Niflheim.